# مركز دار الفاروق الإسلامي
مركز دار الفاروق الإسلامي هو مسجد في بلومنغتون، مينيسوتا. افتتح في عام 2011 عندما اشترى مركز دار الفاروق مبنى كان في السابق موقع مدرسة نورث غيت الابتدائية ومدرسة كونكورديا الثانوية والذي كان يستخدم في بعض الأحيان من قبل الكنيسة اللوثرية.

## تفجير 2017
في 5 أغسطس عام 2017 حوالي الساعة 5 صباحا بالتوقيت المحلي، انفجرت عبوة ناسفة بدائية الصنع بالقرب من المسجد حيث حصلت أضرار في مكتب الإمام وانتشر الدخان في جميع أنحاء المبنى. لم يصب أحد في الانفجار. حاكم مينيسوتا مارك دايتون استنكر الهجوم ووصفه بأنه «عمل إرهابي» خلال زيارة قام بها إلى المسجد. بينما الرئيس ترامب والبيت الأبيض كانوا صامتين على الهجوم، لكن مستشار الرئيس ترامب (سيباستيان جوركا) اقترح أنه قد يكون خدعة مدبرة «من قبل اليسار.»
في 8 أغسطس المئات من المنينسوتيين تجمعوا في ملعب لكرة القدم بالقرب من المركز الإسلامي لإظهار التضامن مع المسلمين الأميركيين. شخصيات دينية يهودية ومسيحية ومسؤولون محليون في الدولة ومنهم السيناتور آل فرانكن كان من بين الحضور.
وفي يوم 13 مارس عام 2018 أعلن مكتب التحقيقات الفدرالي عن اعتقال ثلاثة من المشتبه بصلتهم بالانفجار. زعم المشتبه بهم أن الدافع وراء التفجير كان «تخويف [المسلمين] من الولايات المتحدة...لأنهم يدعون الآخرين إلى معتقداتهم». وتم توقيف الأربعة بتهمة حيازة رشاش.